# Villemotier

Villemotier este o comună în departamentul Ain din estul Franței.